# Creepers (jeu vidéo)
Pour l'article concernant les chaussures homonymes, voir Creepers.
Creepers est un jeu vidéo de réflexion sorti en 1992 sous DOS. Il a été développé par Destiny Software et édité par Psygnosis. Une version pour Amiga devait sortir en 1993 mais a été annulée.
Son gameplay est assez similaire à celui de Lemmings, un autre jeu de la firme Psygnosis.